# HMS Newcastle (1909)
A HMS Newcastle a Brit Királyi Haditengerészet egyik Town-osztályú könnyűcirkálója volt. A cirkálót az Armstrong Whitworth hajógyárában építették, ahonnan 1909. november 25-én bocsátották vízre. A hajó a Bristol-alosztályba tartozott.
Az első világháború kitörésekor a Newcastle Távol-Keleten, Kínában állomásozott, miután 1913-ban részt vett a két évvel korábban kirobbant Vucsangi felkelés következtében kialakult Sanghai Forradalom idején folyó hadműveletekben. A háború kitörésekor Yap ágyuzását kapta parancsba, később pedig átvezényelték Valparaíso-ba, hogy segítsen a német Prinz Eitel Friedrich nevű hajó megtalálásában. 1916 januárjában a brit cirkáló elfoglalta a német Mazatlant. 1917-ben ismét az Indiai-óceán térségébe helyezték át, majd 1918-ban újból a Dél-Amerikai partoknál kellett szolgálnia. Testvérhajóihoz képest eseménytelen háborús pályafutása után, a Newcastle-t 1921. május 9-én ócskavasként eladták a bontással foglalkozó Thos W Ward nevű cégnek. 1923. május 3-án megérkezett a bontás helyszínére, Lelant-ba.

## Lásd még
- HMS Newcastle nevet viselő hajók listája.